# Claudia Pia Eimer

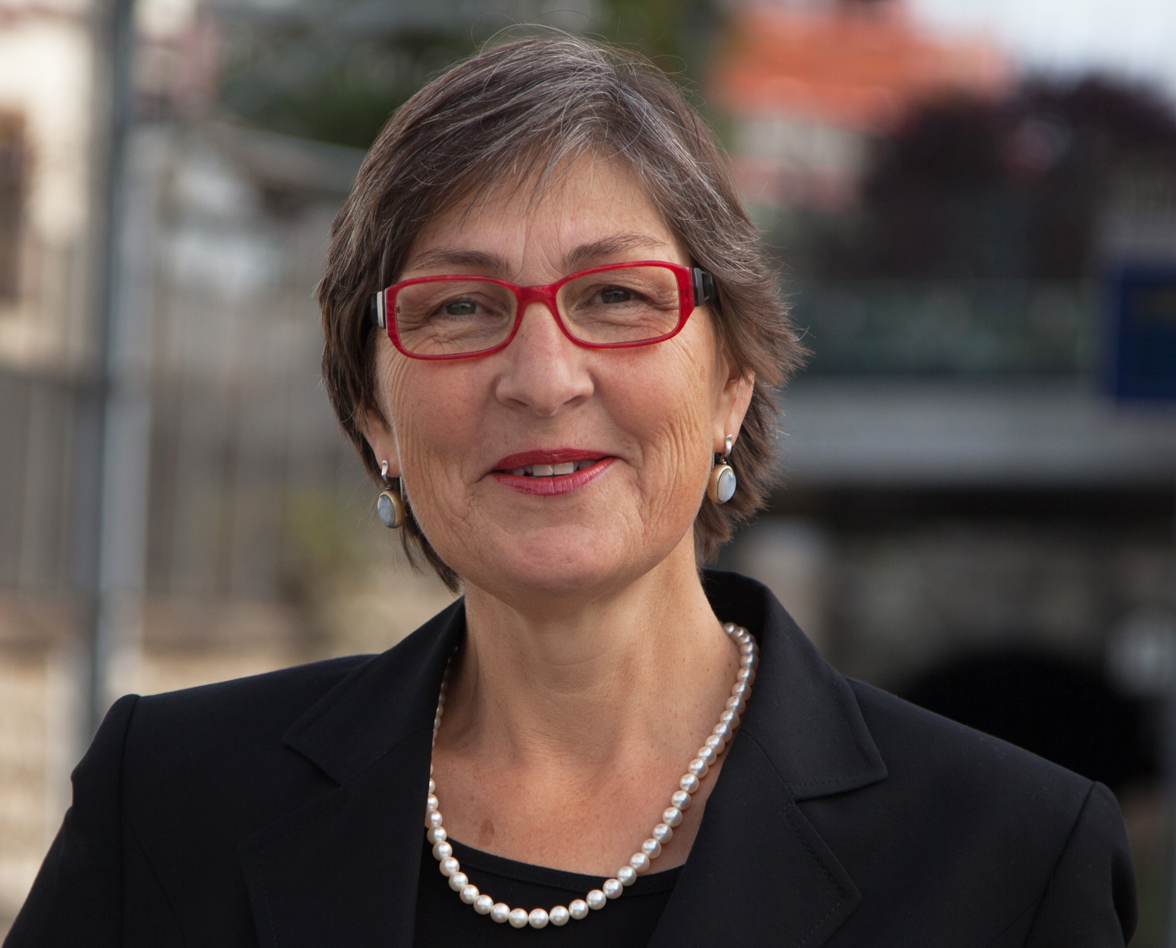
Claudia Pia Eimer (2017)

Claudia Pia Eimer (* 1962 in Thun, Kanton Bern) ist eine Schweizer Politikerin (SP).
Sie wurde 2008 in den Einwohnerrat von Stein am Rhein gewählt. Von 2012 bis 2016 war sie als Parteilose Stadtpräsidentin von Stein am Rhein und die erste Frau in diesem Amt. 

## Leben
Claudia Pia Eimer wuchs in Goldach SG auf, besuchte das Lehrerseminar Rorschacherberg und arbeitete in Bazenheid (Toggenburg) als Primarlehrerin. Sie studierte dann an der Universität Zürich Psychologie, Volkskunde, Sozial- und Wirtschaftsgeschichte. Später praktizierte sie als Psychologin und Heilpraktikerin im Appenzellerland, 2005 zog sie mit ihrer Praxis nach Stein am Rhein.
Von 1999 bis 2006 sass sie im Verwaltungsrat der Mineralquelle Goba Gontenbad/AI. Bei Aufenthalten in Frankreich und England besuchte sie verschiedene Sprachschulen. An der ZHAW Winterthur absolvierte sie eine Weiterbildung in Projektmanagement. Neben ihrer selbständigen Tätigkeit in eigener Praxis als lic. phil. Psychologin und Naturheilpraktikerin ist sie auch als Stadt- und Museumsführerin tätig. 

## Politische Laufbahn
In ihrer Tätigkeit als Stadtpräsidentin von Stein am Rhein und Referentin für Bildung, Soziales, Kultur, Tourismus und Wirtschaft gehörte das Engagement in verschiedenen Stiftungen und Ämtern zu ihrem Aufgabenbereich. Für die Jakob und Emma Windler-Stiftung und stars – the Stein am Rhein Symposium fungierte sie als Stiftungsrätin. Sie engagierte sich als Stiftungspräsidentin in der «Dr. Bruno Herzer-Stiftung», die sich um die Unterstützung von Kindern und Jugendlichen bedürftiger Eltern oder Alleinerziehenden mit Wohnsitz in Stein am Rhein kümmern. Für die Förderung des Tourismus war sie als Vorstandsmitglied  bei Schaffhauserland Tourismus, Tourismus Stein am Rhein und Tourismus Bodensee-West aktiv. Sie war Gründungs-Vorstandsmitglied des Verband der Gemeindepräsidentinnen und Gemeindepräsidenten des Kantons Schaffhausen VGGSH, zu dessen Aufgaben die Vertretung der Anliegen der Gemeinden gegenüber dem Kanton gehört. 
Als Präsidentin des Bau- und Betriebsausschuss stand sie dem Abwasserverband ARA und dem Entsorgungsverband Oberer Kantonsteil vor. Von 2013 bis 2017 war sie als Verwaltungsrätin für die Schweizerische Schifffahrtsgesellschaft Untersee und Rhein (URh) tätig.
Ende 2016 schied sie aus dem Amt als Stadtpräsidentin, nachdem sie auf eine erneute Kandidatur verzichtet hatte.
Am 26. September 2017 wurde Eimer bei der Versammlung der SP-Delegierten im Schaffhauser «Rüden» zur Regierungsrats-Kandidatin nominiert, die am 26. November 2017 den vor 17 Jahren an die SVP verlorenen zweiten Sitz in der Schaffhauser Kantonsregierung zurückgewinnen sollte. Sie kandidierte für den Sitz der zurücktretenden SVP-Finanzdirektorin Rosmarie Widmer Gysel, unterlag aber der SVP-Kandidatin Cornelia Stamm Hurter deutlich.